# Manuel Ibarra Echano
Manuel Ibarra Echano (Olabeaga, Bilbao, 21 de febrero de 1905-Santander, 10 de agosto de 1990) fue un futbolista y entrenador español que comenzó a jugar en el Acero proclamándose campeón de España de categoría amateur. 
Después de destacar en varios equipos, pasó a los diecinueve años a la Gimnástica de Torrelavega y después fichó por el Racing de Santander permaneciendo en el primer equipo durante trece años. Los dos últimos como futbolista los pasó en el Zaragoza. Ibarra fue seleccionado tres veces para el equipo nacional. Jugó varios partidos de entrenamiento, uno de ellos en Buenavista. Acudió con la selección española a París y Yugoslavia. En 1933 asistió al Parque de los Príncipes con sus compañeros, Zabala, Goiburu, Zamora, Prat, Elizegui, Cilaurren, Ciriaco, Valle, Quincoces, Ayestarán, Regueiro, Bosch, Marculeta e Izaguirre; pero al final no pudo jugar. Sin embargo, tuvo en su poder el carné de internacional. 
Jugando con la selección de Castilla contra la española, la crónica del periódico El Sol decía: “de los cuatro medios sólo nos quedamos con Ibarra. El jugador del Racing de Santander cántabro, que ya ha sido reserva del once de España, confirmó su característica de jugador de fibra, pegajoso y difícil de parar”.
En un Madrid-Racing de Santander (3-2): “en el Racing destacó una vez más la veterana figura de de Ibarra que es el alma de su once y el hombre que en otros tiempos usufructo sobre los campos, con Pachuco Prats el secreto de la multiplicación del fútbol español. A Ibarra aún le queda bastante de lo que tuvo y es medio Racing”.
Participó en el equipo que obtuvo en la temporada de 1930-1931 un segundo puesto de la liga, siendo esta la mejor clasificación en la historia del Racing de Santander. Además ocupó un tercer puesto y dos cuartos y el gol número 100 del Racing en liga lleva su firma.